# Seconde elezioni generali nell'Impero ottomano del 1877
Le elezioni generali nell'Impero ottomano del 1877, svoltesi nel secondo semestre dell'anno, furono le seconde elezioni nella storia ottomana.

## Contesto storico
Le elezioni generali si erano tenute in precedenza nel 1877,  all'indomani della promulgazione di una nuova costituzione nel dicembre 1876. Il nuovo Parlamento si riunì il 19 marzo 1877, con una durata prevista di tre mesi. Con una proroga di dieci giorni concordata dal sultano Abdul Hamid II, fu sciolto il 28 giugno.
L'articolo 119 della Costituzione richiedeva che fosse in vigore una nuova legge elettorale al momento delle seconde elezioni. Tuttavia, sebbene fosse stata approvata dalla Camera dei Deputati, era ancora in discussione al Senato, e non era diventata legge. Le elezioni si svolsero di conseguenza secondo il sistema precedente. Il Regolamento Elettorale Provvisorio emanato il 29 ottobre 1876 stabiliva che i membri eletti dei Consigli Amministrativi Provinciali avrebbero eletto i parlamentari. La candidatura era limitata agli uomini di età superiore ai 30 anni, competenti in turco e con pieni diritti civili. I motivi di esclusione comprendevano il possesso della doppia cittadinanza, l'impiego presso un governo straniero, la bancarotta, il lavoro domestico o la "notorietà per atti illeciti".

## Conseguenze
Il Parlamento appena eletto si riunì per la prima volta il 13 dicembre 1877, ma fu prorogato dal Sultano al 14 febbraio 1878 con il pretesto della guerra con la Russia. Non si riunì fino al 1908.